# Moosbach (Horní Falc)
Moosbach je trhová obec v Horní Falci v zemském okrese Neustadt an der Waldnaab v Bavorsku.

## Poloha
Moosbach leží v historické zemi Horní Falc v nízkém pohoří asi dvanáct kilometrů od bavorsko-české hranice. Nejvyšší nadmořská výška v obci je 771 metrů nad mořem na vrchu Eisberg nedaleko místní části Rückersrieth.
Sousední obce jsou od severu Pleystein, Waidhaus, Eslarn, Oberviechtach, Teunz, Tännesberg, Vohenstrauß.
| Růžice kompasu | Vohenstrauß 6,5 km | Pleystein 6 km        | Waidhaus 8,5 km       | Růžice kompasu |
| Růžice kompasu | Tännesberg 9 km    | Sever                 | Eslarn 7,4 km         | Růžice kompasu |
| Růžice kompasu | Tännesberg 9 km    | Moosbach (Horní Falc) | Eslarn 7,4 km         | Růžice kompasu |
| Růžice kompasu | Tännesberg 9 km    | Jih                   | Eslarn 7,4 km         | Růžice kompasu |
| Růžice kompasu | Teunz 12 km        | Oberviechtach 14,3 km | Oberviechtach 14,3 km | Růžice kompasu |

## Dějiny

### Do 20. století
Moosbach je poprvé zmíněn v roce 1147, kdy přináležel k městu Amberg a okresnímu soudu Treswitz. Po celou dobu byl součástí Bavorského kurfiřtství. Obec získala tržní práva a soudní samostatnost. V roce 1809 byl příslušný okresní soud přemístěn do blízkého Fohadrasu. Farnost v Moosbachu byla založena v roce 1818.

### Znak
Moosbach disponuje znakem již od roku 1543.
Popis znaku: Znak rozdělený na horní a dolní polovinu, přičemž horní část je dál rozdělena na poloviny. V horní levé čtvrti je v černém poli červeně korunovaný, červeně obrněný zlatý lev, v pravé části bavorské kosočtverce; v dolní polovině znaku ve stříbrném poli z modrých vln rostoucí kytice zelených listů rákosu se třemi černými klasy.

## Pamětihodnosti
- Hrad Treswitz, dnes v obecním majetku
- Farní kostel sv. Petra a Pavla, nástupce kostela, zničeného požárem v roce 1848. Byl postaven od roku 1850, hrubá stavba byla dokončena v roce 1853. 30. srpna 1859 biskup Ignatius ze Senestrey posvětil nově vybudovaný kostel. Kostel byl roku 1861 osazen věžními hodinami.
- Na severním okraji Moosbachu leží poutní kostel Wies postavený v letech 1747 až 1769. Socha milosti vzkříšeného Spasitele je inspirována stejnojmennou sochou z poutního místa Wieskirche.
- Vodní hamr Waltenrieth.